# Valérie de Limoges
Pour les articles homonymes, voir Sainte Valérie, Valérie et Limoges (homonymie).
Valérie de Limoges (Valeria en latin, Valèria en occitan), dite parfois Valère, est une sainte catholique céphalophore. Jeune femme ayant vécu à Augustoritum, l'actuelle ville de Limoges, au IIIe siècle, convertie au christianisme par saint Martial, elle est vénérée dans le diocèse de Limoges comme sainte femme, notamment à Limoges et Chambon-sur-Voueize. Elle est fêtée le 9 décembre.

## Histoire et tradition

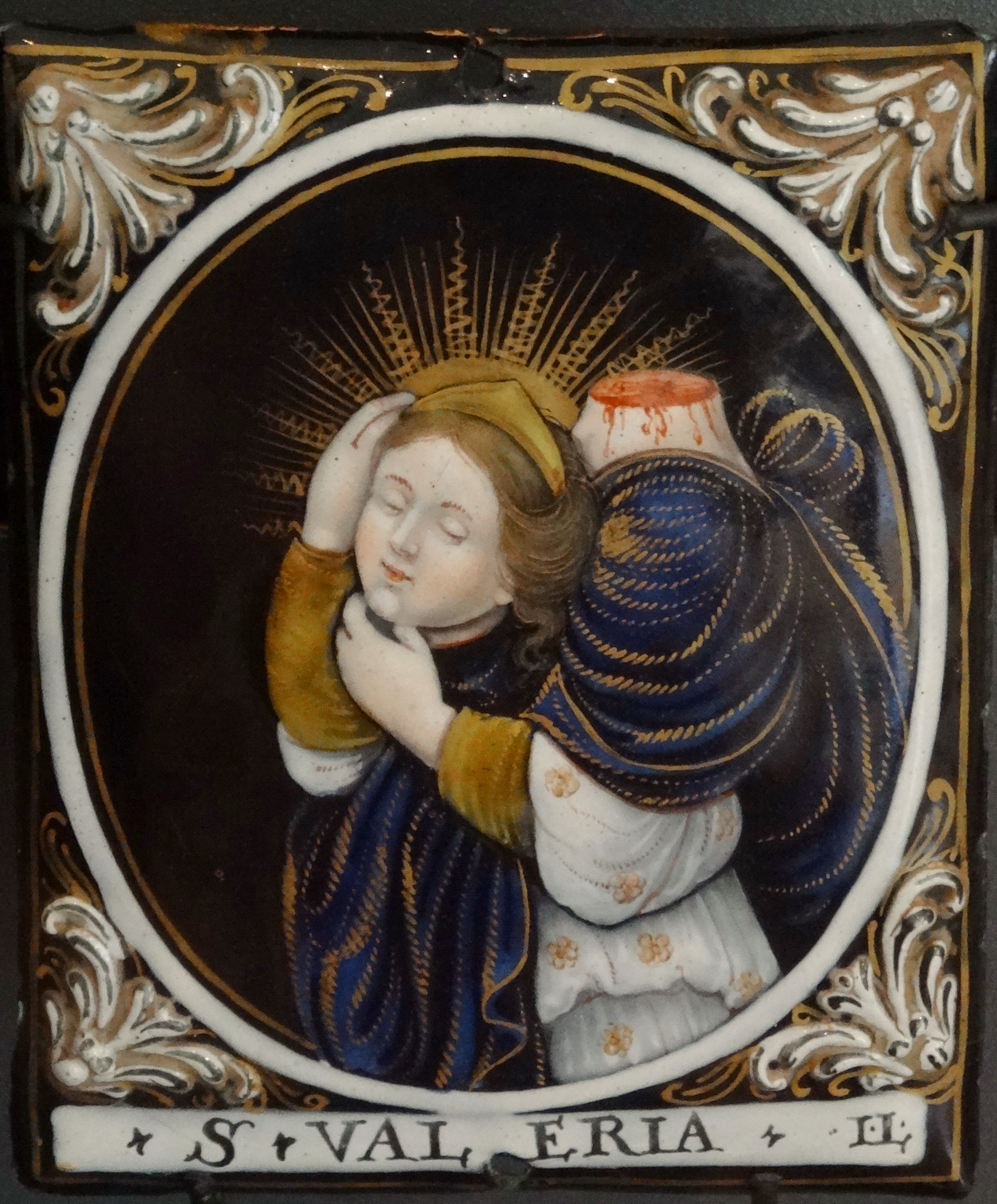
Sainte Valérie, Jacques Laudin II, v. 1700, musée des Beaux-Arts de Limoges.

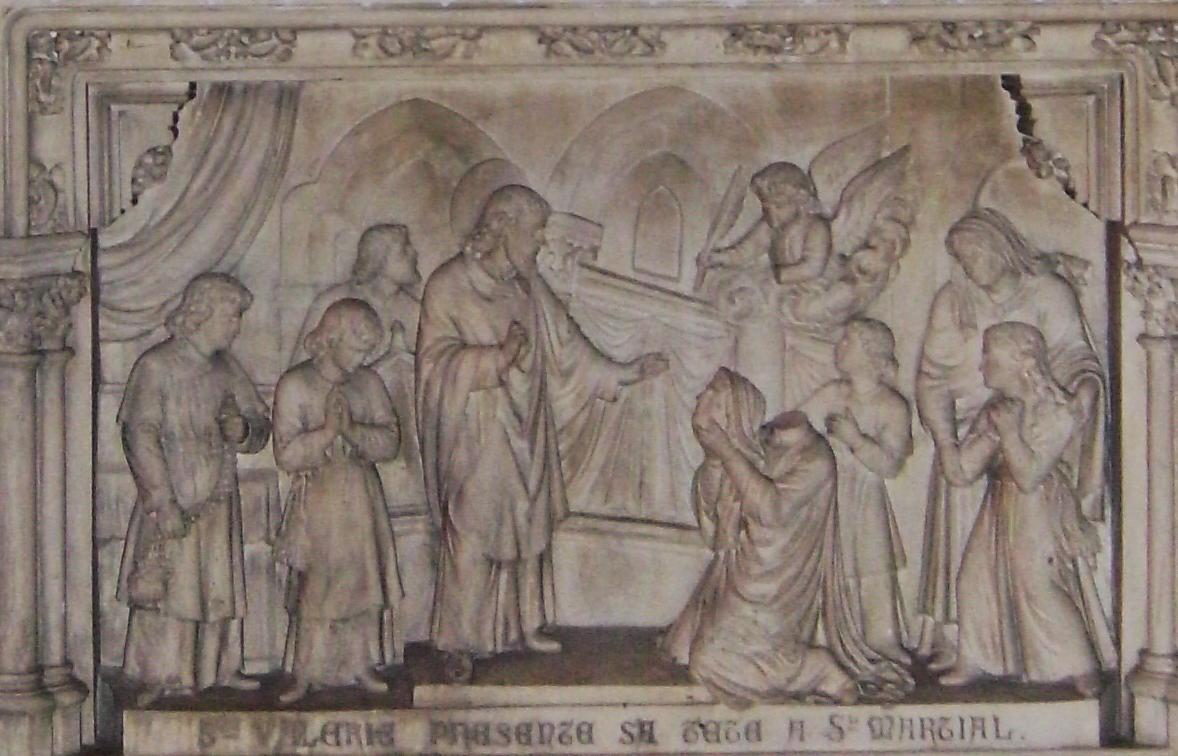
L'église de Saint-Michel des Lions, Limoges : sainte Valérie présente sa tête à saint Martial.

Selon la légende qui est reprise dans la Vita prolixior de saint Martial, Valérie serait la fille du gouverneur de la cité de Limoges dont l'épouse, fille et héritière du roi de Bordeaux Cenebrun, aurait accueilli le saint homme dans leur demeure. Promise à un haut fonctionnaire romain, la jeune fille refuse de se marier à un païen. Son fiancé la fait décapiter sur-le-champ. C'est alors qu'un miracle se produit, le bourreau est frappé par la foudre divine et meurt, Valérie ramasse sa tête et marche jusqu'au puy Saint-Étienne où saint Martial célèbre la messe. Le saint homme prie pour l'âme de la jeune fille qui meurt dans la paix de Dieu. Selon la légende, la chapelle Sainte-Valérie située dans le transept nord de la cathédrale de Limoges a été construite sur le lieu de la rencontre entre Martial et Valérie.
Le fiancé de la vierge martyre se convertit au christianisme et prit le nom de duc Étienne.
Un beau tableau du XVIIe siècle attribué au peintre Claude François dit « Frère Luc » représente la scène, dans la cathédrale de Limoges.
En 985, les moines de l'abbaye Saint-Martial de Limoges transférèrent les reliques de sainte Valérie sur les bords de la Voueize dans l'actuel département de la Creuse. Un monastère y fut installé donnant peu à peu naissance au bourg de Chambon-sur-Voueize.

## Histoire et légendes

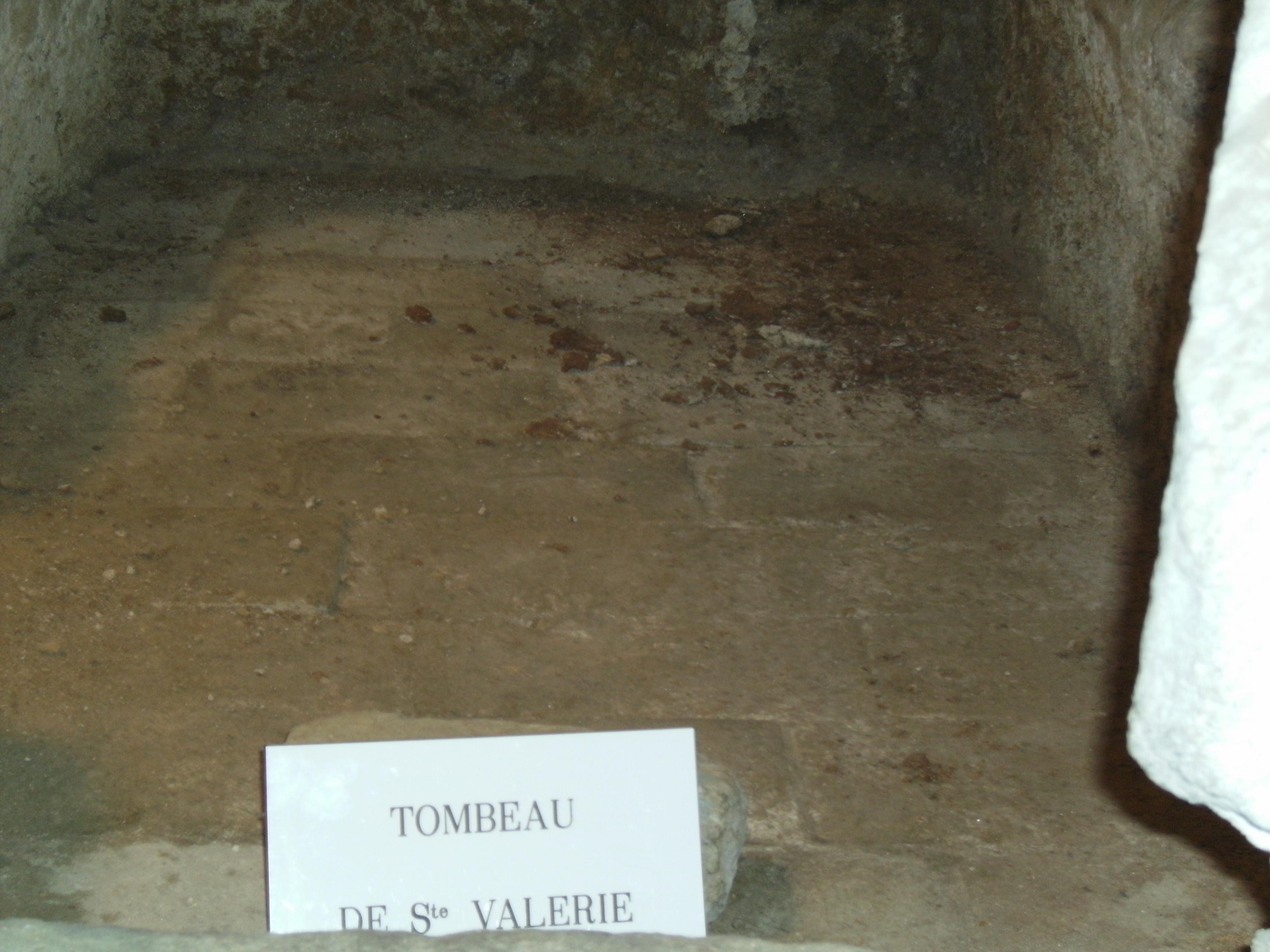
Tombeau de sainte Valérie, sous la Place de la République, Limoges.

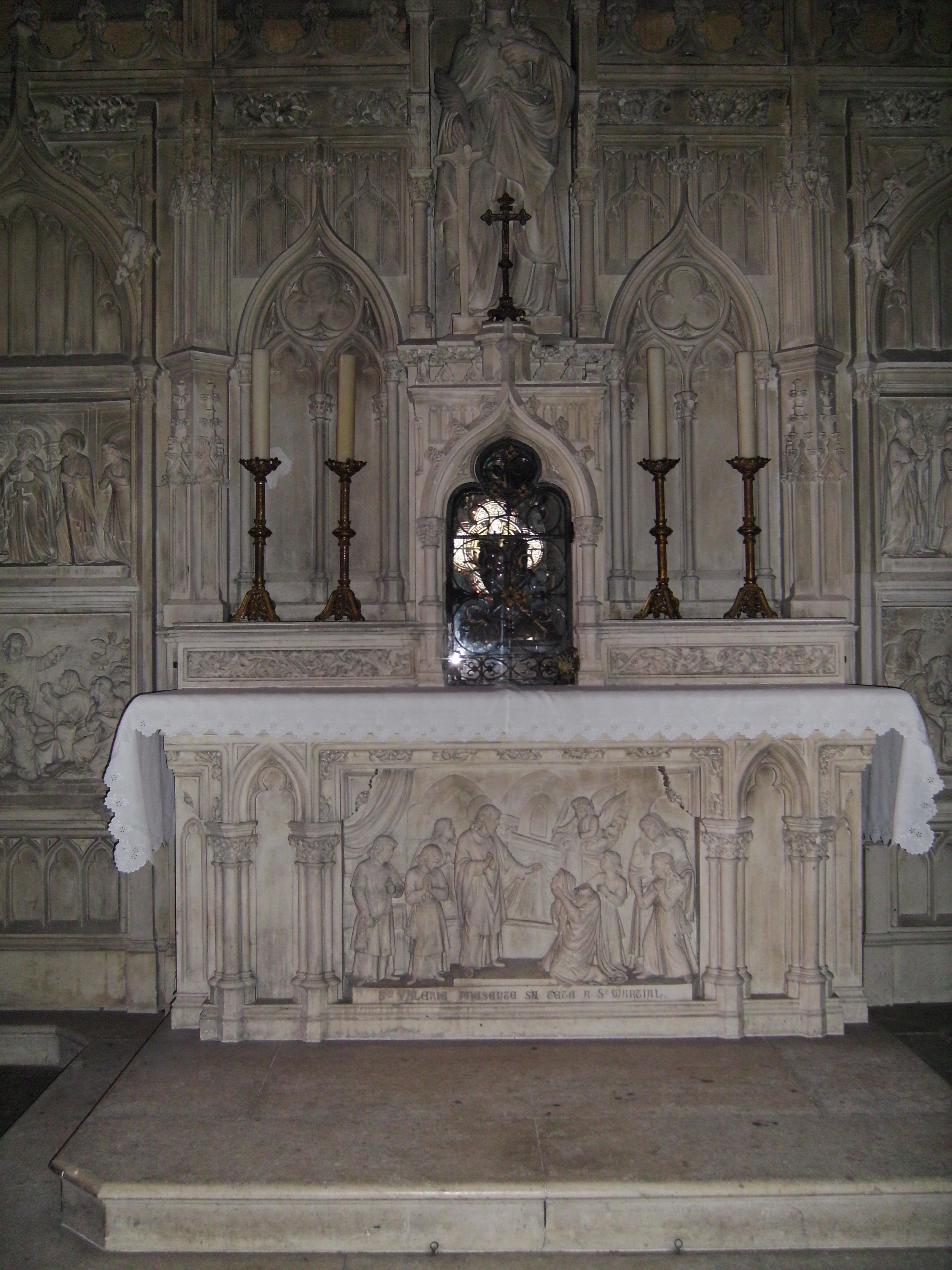
Autel de sainte Valérie avec le reliquaire de sa mâchoire inférieure, église Saint-Michel-des-Lions, Limoges.

La légende de sainte Valérie aurait été inventée, selon certains historiens, par le moine Adémar de Chabannes (v. 989-1034), qui ne craignit pas de produire des faux lors d'un concile pour justifier ce qu'il rapportait de la biographie de saint Martial, pour la plus grande gloire de l'évangélisateur du Limousin et de l'abbaye qui lui était consacrée à Limoges et à laquelle appartenait Adémar. Ces affirmations, de même que celles se rapportant à sainte Valérie, furent reprises et amplifiées au XVIIe siècle par le père Bonaventure de Saint-Amable (v. 1610-1691) dont les œuvres sont à l'origine de toutes les biographies laudatives de saint Martial et de sainte Valérie publiées au XIXe siècle.
Des mises au point interviendront au début du XXe siècle : « Les historiens n'auront pas de peine à montrer les invraisemblances et les incohérences des récits d'Adhémar de Chabannes et de Bonaventure de Saint-Amable. Quant à sainte Valérie, l'éminent chartiste Charles de Lasteyrie (...) avançait l'hypothèse qu'il aurait pu s'agir d'une dame d'une puissante famille limougeaude qui, à une date indéterminée et grâce à des dons importants effectués au chapitre de la cathédrale, aurait pu obtenir le privilège d'être enterrée auprès de saint Martial ».

## Sainte Valérie aujourd'hui
Le tombeau de la sainte et du duc Étienne sont encore visibles dans la crypte Saint-Martial à Limoges. La basilique Sainte-Clotilde-et-Sainte-Valère lui est dédiée sous le nom de sainte Valère.
Une confrérie  composée uniquement de femmes a été instituée en 2002 pour perpétuer le culte de sainte Valérie, dont l'église Saint-Michel-des-Lions de Limoges possède la mâchoire inférieure.
L'abbaye de Chambon-sur-Voueize conserve le reste du crâne de Valérie, enchâssé dans un reliquaire en argent doré (XVe siècle), et paré d'un collier composé d'écus aux armes des donateurs : Charles V, son épouse Jeanne de Bourbon, le dauphin, Louis II de Bourbon, et Jean Ier de Bourbon.